# 데비드 슈트리조
데비드 슈트리조(Devid Striesow, 1973년 10월 1일 ~ )는 독일의 배우이다.

## 출연 작품
- 마드모아젤 파라디스의 피아노 (2017)
- 마이 브라더 심플 (2017)
- 러브 메이비 (2016)
- 나의 산티아고 (2015)
- 위 아 영. 위 아 스트롱. (2014)
- 카프카의 굴 (2014)
- 타임머신 스푸트닉 (2013)
- 창녀와 크리스마스 (2013)
- 트랜스파파 (2012)
- 리스키 페이션츠 (2012)
- 디플로이먼트 (2012)
- 좋은 여름 (2011)
- 블라우비어블라우 (2011)
- 앙리 4세 (2010)
- 쓰리 (2010)
- 12 페이스 위드아웃 어 헤드 (2009)
- 아이브 네버 빈 해피어 (2009)
- 크래쉬 포인트 (2009)
- 디스 이즈 러브 (2009)
- 위대한 계시 (2009)
- 프라이쉬위머 (2007)
- 옐라 (2007)
- 마음은 어두운 숲 (2007)
- 카운터페이터 (2007)
- 발레리 (2006)
- 에덴(영어판) (2006)
- 저자세 (2005)
- 마르세유 (2004)
- 다운폴 (2004)
- 나폴라 (2004)
- 희미한 불빛 (2003)
- 나의 첫번째 기적 (2002)
- 방갈로 (2002)
- 불났을 땐 어쩌지? (2001)
- 늦여름 (2001)
- 콜드 이즈 더 브리스 오브 이브닝 (2000)